# Park Krajobrazowy Dolina Słupi
Park Krajobrazowy Dolina Słupi – park krajobrazowy położony w okolicach miasta Słupska, obejmujący dolinę rzeki Słupi.
Park utworzony został w 1981 r., w celu ochrony szczególnie cennych walorów krajobrazowych Doliny Słupi i okolicznych wzgórz morenowych. Jest jedynym w województwie pomorskim parkiem typu dolinnego. Powierzchnia parku wynosi 370,40 km², natomiast jego otulina zajmuje 831,70 km². Ponad 70% obszaru stanowią lasy liściaste i mieszane. W niedużych wsiach leżących na tym terenie zachowane zostały zabytki architektoniczne, głównie sakralne, oraz zespoły pałacowo-parkowe.

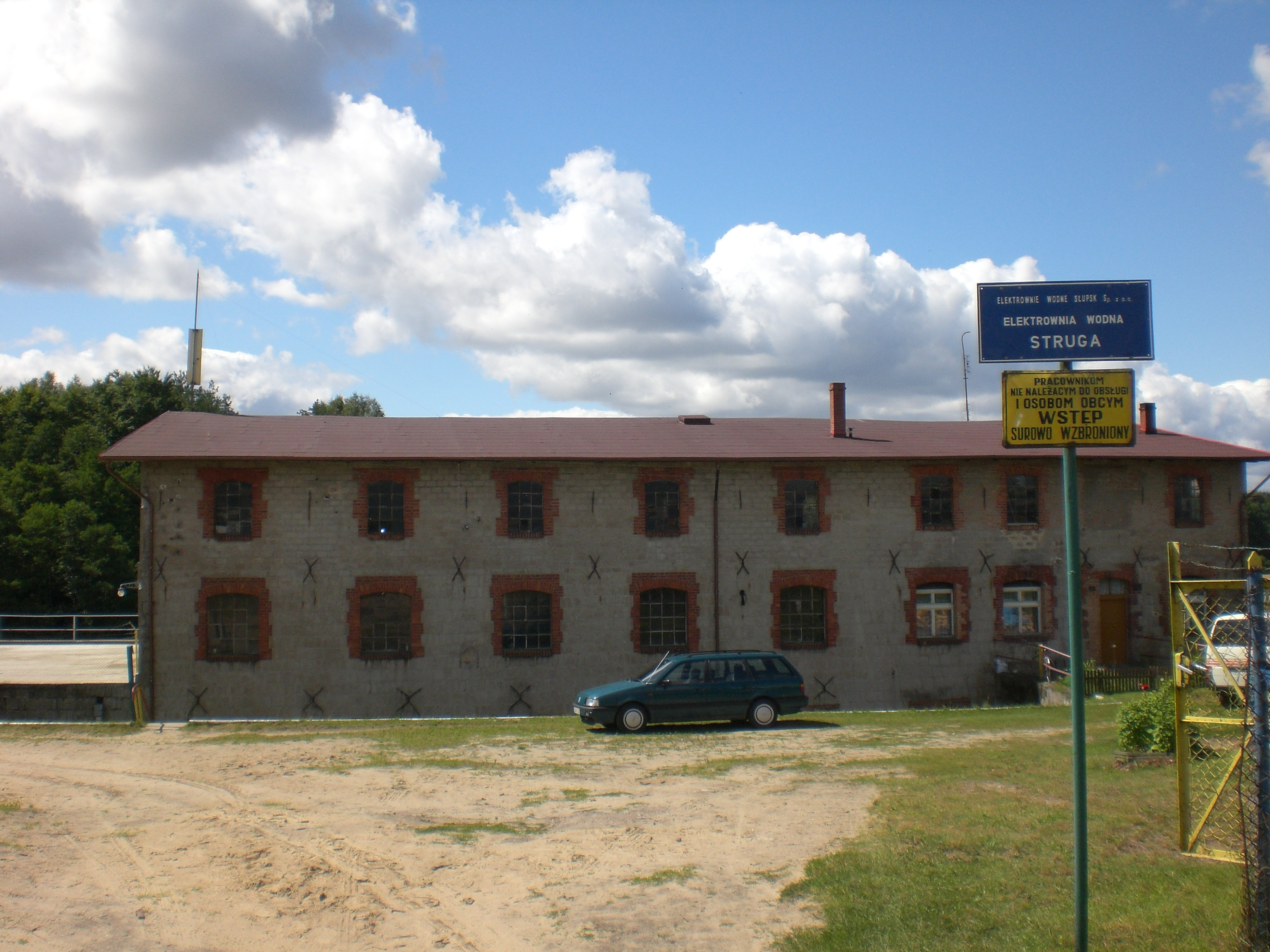
Elektrownia wodna Struga w Soszycy

W parku znajdują się trzy spośród czterech elektrowni stanowiących tak zwany System Energetyczny Słupi. Powstał on w latach 1904–1925. Tu także występują naturalne stanowiska rzadkich roślin i miejsca gniazdowania ptaków chronionych, między innymi bielika. W 2003 r. żyła tu co najmniej jedna rodzina wilków, a przed rokiem 1900 spotykano niedźwiedzie. 

## Geografia

### Położenie
Według regionalizacji fizycznogeograficznej Jerzego Kondrackiego Park Krajobrazowy Dolina Słupi leży na obszarze megaregionu Pozaalpejska Europa Środkowa, prowincji Nizina Środkowoeuropejska, dwóch podprowincji: Pobrzeży Południowobałtyckich, na obszarze których park położony jest w granicach makroregionu Pobrzeże Koszalińskie, mezoregionu Równina Słupska i Pojezierzy Południobałtyckich, na terenie których park znajduje się w granicach makroregionu Pojezierze Zachodniopomorskie i dwóch mezoregionów: Wysoczyzna Polanowska i Pojezierze Bytowskie.
Park położony jest w zachodniej części województwa pomorskiego, na obszarze 3 gmin powiatu słupskiego (Kobylnica, Dębnica Kaszubska i Słupsk) i 4 gmin powiatu bytowskiego (Czarna Dąbrówka, Borzytuchom, Kołczygłowy, Bytów). Zajmuje strefę środkowego i dolnego biegu rzeki Słupia i jej dorzecza od wsi Soszyca do drogi gminnej Krępa Słupska – Łosino. Granice obszaru chronionego na znacznych odcinkach wyznaczają drogi: krajowa nr 21 od zachodu, wojewódzkie nr 210 i nr 212 od północy, nr 209 od południa, powiatowa nr 1334G (Oskowo – Pomysk Wielki) od wschodu. 4 km w kierunku północnym od parku położone jest byłe miasto wojewódzkie Słupsk. Przy granicy północnej leży duża wieś gminna Dębnica Kaszubska. W wewnętrznych granicach parku znajdują się dwie wsie gminne: Kołczygłowy i Borzytuchom.

### Rzeźba terenu
Obszar parku w głównej mierze został ukształtowany w wyniku ostatniego zlodowacenia obecnego terenu Polski, nazywanego zlodowaceniem północnopolskim. Konsekwencją tego jest zróżnicowanie wysokościowe obszaru i oraz rozmaitość form terenu. Przeważają pofałdowane powierzchnie wysoczyzn morenowych, poprzecinane dolinami rzek oraz siecią rynien, które współcześnie wypełniają wody jezior. Oś parku stanowi dolina Słupi. Wody rzeki, w wyniku zróżnicowania genetycznego odcinków doliny, płyną albo szerokim, płaskim korytem albo przełomowymi, wąskimi fragmentami o górskim charakterze.

## Flora
Na terenie parku rozpoznano 476 gatunków roślin naczyniowych, w tym 24 podlegające całkowitej ochronie i 9 ochronie częściowej. Obszar cechuje wysoka lesistość. Lasy pokrywają 72% jego powierzchni. Znaczący w tym udział mają bory sosnowe świeże, w których przeważającym gatunkiem jest sosna zwyczajna, pochodząca w głównej mierze z nasadzeń. Dodatkowo spotkać można drzewa nie występujące pierwotnie na tym obszarze, jak: świerk pospolity, daglezja, jodła pospolita, sosna wejmutka i sosna smołowa. Bory sosnowe parku są zróżnicowane pod względem wiekowym, jednak w większości nie przekraczają 120 lat. Najstarsze drzewostany, których wiek szacuje się na 160 lat, znajdują się m.in. w rejonie wsi Jutrzenka.

## Ochrona przyrody na obszarze Parku

### Istniejące rezerwaty przyrody
- Dolina Huczka
- Gniazda Orła Bielika
- Gołębia Góra
- Grodzisko Borzytuchom
- Jeziora Sitna
- Mechowiska Czaple
- Skotawskie Łąki
- Źródliskowe Torfowisko

### Projektowane rezerwaty przyrody
- Anielskie Oczko
- Bagnicowe Uroczysko
- Cztery Jeziora (Jeziora Soszyckie)
- Dolina Starej Słupi
- Grabówko
- Jeziorko Dystroficzne
- Jezioro Czarne

Wyznaczono tu też obszar Natura 2000 „Dolina  Słupi” PLB220002.
W granicach parku (według stanu na marzec 2020) istnieje także około 70 pomników przyrody. Wśród pomnikowych drzew dominują dęby szypułkowe i buki pospolite, rzadziej sosny zwyczajne (m.in. „Księżna Anna”) i lipy drobnolistne. Nielicznie reprezentowane są klon jawor, jesion wyniosły, brzoza brodawkowata, jodła pospolita, lipa srebrzysta, klon srebrzysty, jabłoń dzika. Jedynym pomnikiem przyrody nieożywionej jest głaz narzutowy „Smocze jajo”.

## Ochrona przyrody w otulinie Parku

### Istniejące rezerwaty przyrody
- Bukowa Góra nad Pysznem
- Gogolewko
- Jeziorka Chośnickie
- Jezioro Cechyńskie Małe
- Jezioro Głęboczko
- Las nad Jeziorem Mądrzechowskim
- Lisia Kępa

### Projektowane rezerwaty przyrody
- Dolina rzeki Boruji koło Bytowa
- Jeziorka Dystroficzne
- Jezioro Herta
- Zapceńskie Mechowisko